# Devon Teuscher
Devon Teuscher (1989) è una danzatrice statunitense, prima ballerina dell'American Ballet Theatre dal 2017.

## Biografia
Devon Teuscher è nata in Pennsylvania nel 1989 e ha cominciato a studiare danza all'età di nove anni. Nel 2005 è stata ammessa alla Jacqueline Kennedy Onassis School con una borsa di studio e nel dicembre 2007 si è unita all'American Ballet Theatre, di cui è diventata solista nel 2014 e prima ballerina nel 2017.
Il suo repertorio all'interno della compagnia include molti dei maggiori ruoli del repertorio femminile, tra cui Polimnia nell'Apollo di George Balanchine, Nikiya ne La Bayadère, Aurora in Coppélia, Gulnare e Medora ne Le Corsaire, Giulietta in Romeo e Giulietta, la protagonista eponima ne L'uccello di fuoco, Myrta in Giselle e Odette ne Il lago dei cigni.
Intrattiene una relazione con il collega Cory Stearns.